# 京都市電気部貴賓車
京都市電気部貴賓車（きょうとしでんきぶきひんしゃ）は、京都市電気軌道事務所～電気部（現在の京都市交通局）が保有していた貴賓客用路面電車車両である。
開業時に2両が天野工場で1・2号車として製造された。特徴としては、内装にチーク材を使いていた事で、床板下張には日本松、上張にチークおよびケヤキ板を用いた。側面は5枚窓で、欄間には模様入りガラスをはめ込んでいた。
1923年に一般車へ改造され、広軌1形170・171号車となった。1950年に廃車された。